# Branislav Ivanović
Branislav Ivanović (nascut a Sremska Mitrovica, Iugoslàvia, el 22 de febrer del 1984), és un futbolista professional serbi que actualment juga com a defensa central i lateral al Chelsea FC de la Premier League anglesa. Ivanović, també juga per la selecció de Sèrbia des del 2005.